# VLS

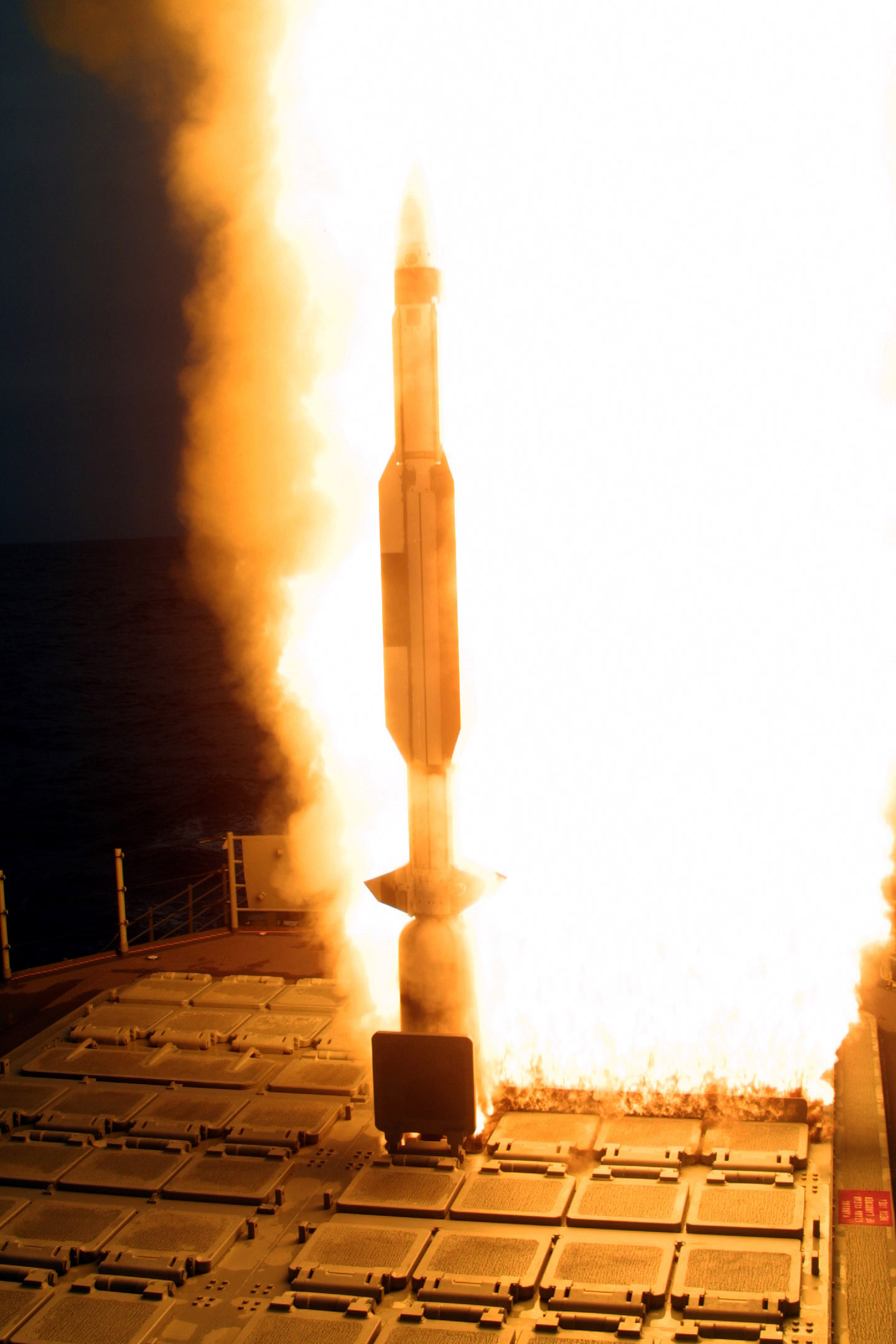
ミサイル巡洋艦「レイク・エリー」から垂直発射されるSM-3弾道弾迎撃ミサイル。ミサイル後方に見える壁状の炎は、セル内から側面に逃がされた排気が吹き上がったもの。

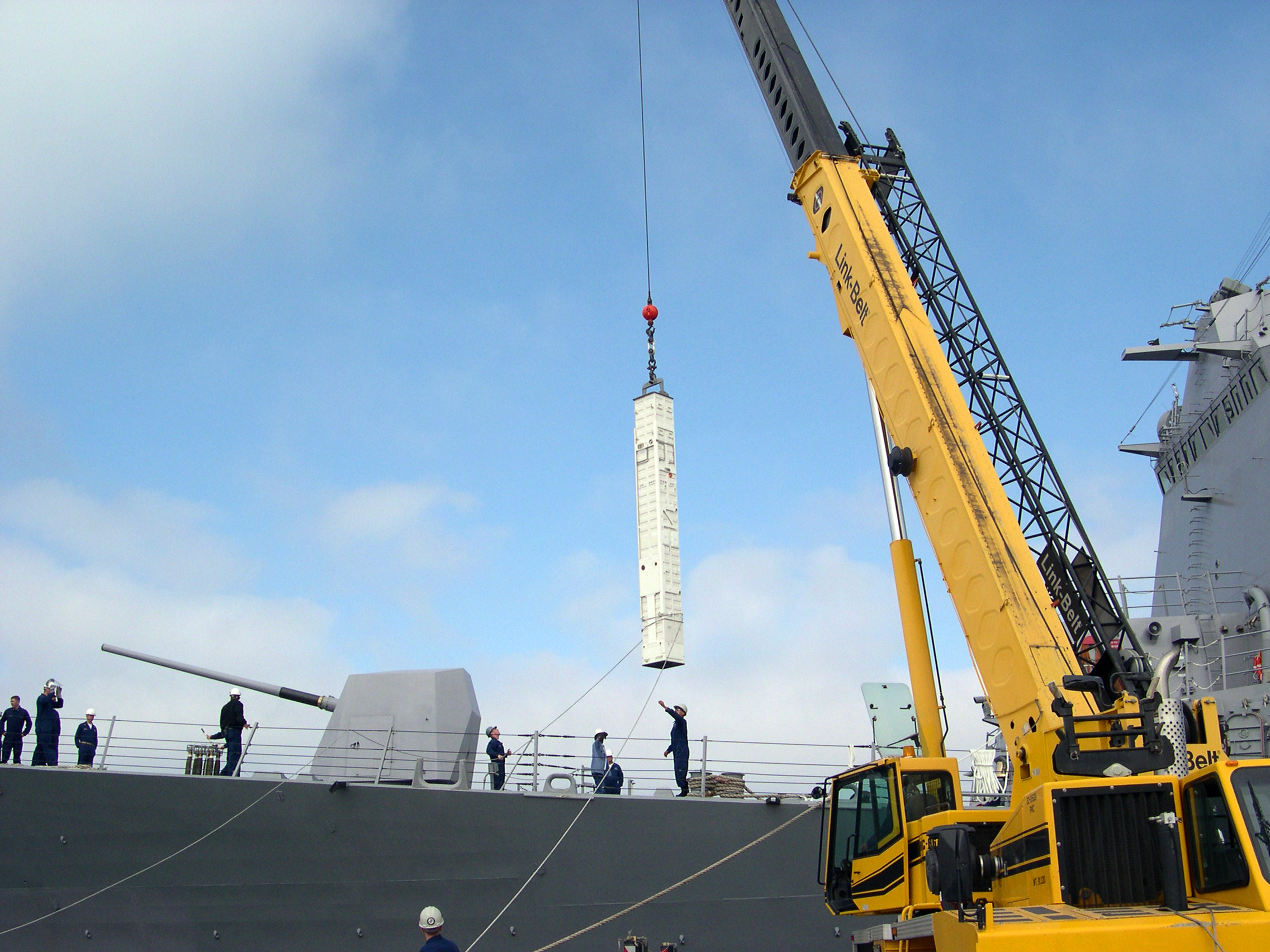
Mk 41の垂直発射セルへのESSM装填

VLS（Vertical Launch System〈ヴァーティカル・ローンチ・システム〉, Vertical Launching System〈ヴァーティカル・ローンチング・システム〉）は、潜水艦を含む艦艇に使用されるミサイル発射システム。日本語では垂直発射システムまたは垂直発射装置と訳される。
発射装置にはある程度の斜角度が付いている場合もあり、狭義の「垂直」ではない機種もある。

## 概要
「セル」と呼ばれる、発射筒を兼ねた保管容器を連ねて構成される。ミサイルは弾頭を上にした保管状態から直接、垂直方向にむけて発射され、空中で向きを変えて目標に向かう。
弾薬庫と1基の発射機で構成されたミサイル発射装置で発生する、再装填や、発射機を目標へ旋回させる時間を削減する目的で開発された。

## ミサイルの発射方法

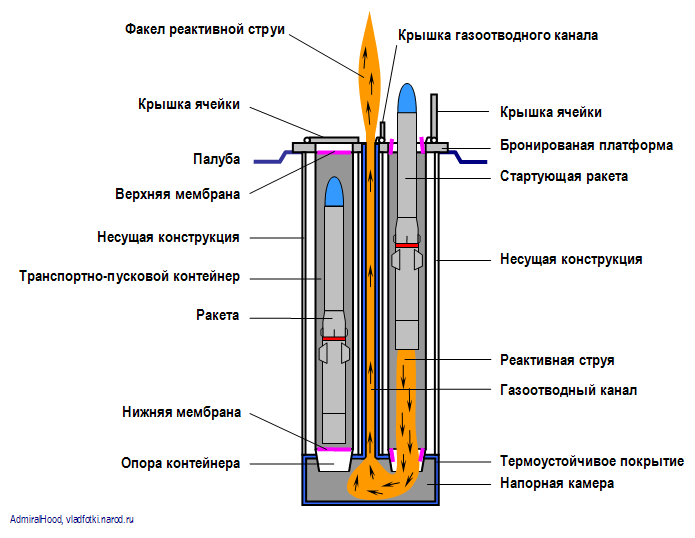
Mark 41 VLSからのホットローンチの模式図

セル内でミサイルに点火して発射する方式をホットローンチ、ミサイルとは別のガス発生器で生成されたガスの圧力で射出し空中でミサイルに点火する方式をコールドローンチと呼ぶ。コールドローンチはロケットエンジンの排気と比較して相対的に冷たい事を意味するだけで、火薬の燃焼ガスなどを用いる機種では熱も発生する。

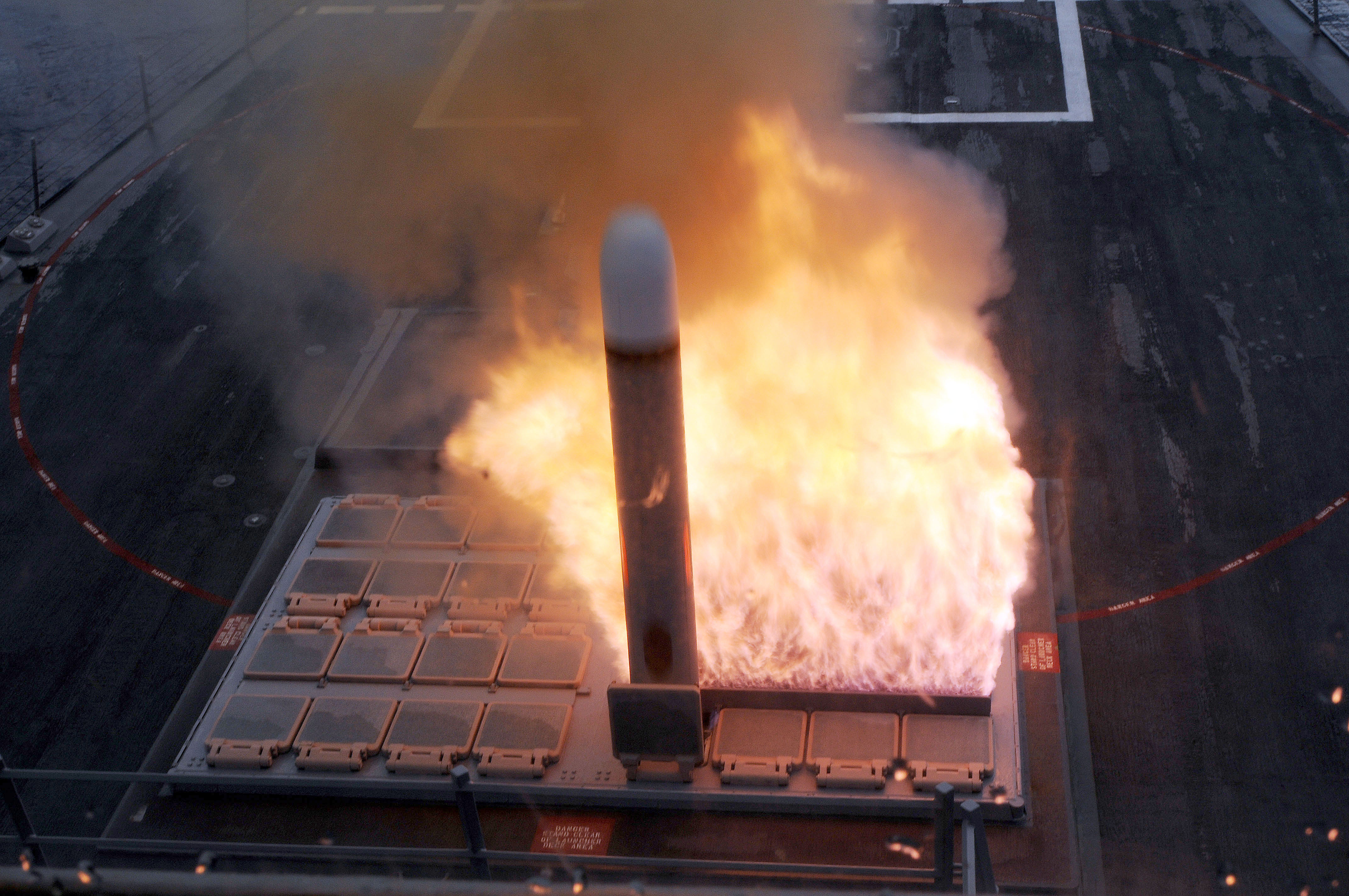
アメリカ海軍の Mark 41のトマホークのホットローンチ式発射

ホットローンチ式はミサイルが自分のエンジンでセル外部へ出て行くため、ガス発生器など付属装置が不要になる。部品点数が少ないため信頼性が高く小型軽量で、開発と製造にかかる費用も少ない。これは小型のミサイルを多数搭載する設計に有利となる。欠点として、ミサイルや排気装置が誤作動を起こした場合、発射管を焼損する危険がある。
コールドローンチ式はミサイルが誤作動を起こした場合の被害を抑える事ができる。一定以上の大型ミサイルは、ブースターを艦船の甲板上で安全に点火するのは困難なので、ミサイルが大型化するほどコールドローンチ式の安全性の恩恵が増える。
アメリカ製の水上艦のVLSは、ミサイルのセルを格子状に配置してセル毎に区切ったホットローンチ式であり、VLSの脇に長方形の排気口が設けられている（画像参照）。
フランス、イタリアとイギリスはPAAMSシステム内で類似のホットローンチ式Sylverシステムを使用する。
ロシアは格子型のほか、1基の発射装置で複数のミサイルを発射するリボルバー型を使用する。陸上発射や水上発射で安全性を重視する場合はトールミサイルシステムのようなコールドローンチ式を使用し、近代的なICBMとSLBMの大半はコールドローンチ式である。
中華人民共和国では蘭州級駆逐艦が円形発射管によるコールドローンチ式を使用し、江凱II型(054A型)フリゲートでは１セルに１発を装填するホットローンチ式を使用している。

## 運用
装填
ミサイルは細長い箱状や筒状の入れ物（キャニスター：略してCAN）に格納した状態で、発射機内部へクレーンを使って垂直に装填される。
発射
ミサイル発射時には上部の蓋が開き、弾体は上方に向けて発射される。
飛翔
垂直に発射されたミサイルは、誘導に従って空中で目標の方向へ向きを変えて飛翔する。

## 特徴

### 利点
- 搭載するミサイルと同数の発射筒を備えることになり、従来の発射装置では最速でも4秒に1発程度とされる連射速度を、1秒に1発程度に短縮できるほか、個々の発射筒が独立しているため、1基が機械的に故障しても他に影響が出にくい。ソ連（ロシア）には、ミサイルを回転式拳銃の弾倉のような回転式ドラムに装填し、1つの発射口を共有する形態のVLSも存在する。比較的直径の小さいESSMのように、1つのケースに複数収納できるミサイルもある。発射機本体の汎用性が高く、新たなミサイルが開発されても継続的に使用できる。
- ケースごとに異なった種類のミサイルの装填が可能なものもあり、対空・対地・対艦・対潜・対弾道弾・巡航の各種ミサイルを1隻の艦船に混載することで、柔軟な運用が可能になる。
- 従来の発射機が露天甲板上に露出していたのに比べて、メンテナンスを含めた耐候性に優れる。また、甲板上に露出する部位が減るため、レーダー反射面積が低下し、ステルス性向上につながる。重心も低下するため、船体の安定性を崩しにくい。

### 欠点
- セルの数を減らしてもあまり値段が下がらず、小型艦にとっては費用面での負担が大きい。
- 空中でミサイルの姿勢を変更するための時間が必要になるので、発射時点で既に近距離まで飛来してきてしまっている物体への迎撃には向かないとされる。
- 発射口が真上を向いたVLSの場合、コールドローンチ後の点火失敗や、発射直後のエンジン故障でミサイルが推力を失うと、発射機本体に落下してくる危険性がある（一方鉛直ランチャーの方が装填抜取作業性は良い）。

## 各国のVLS

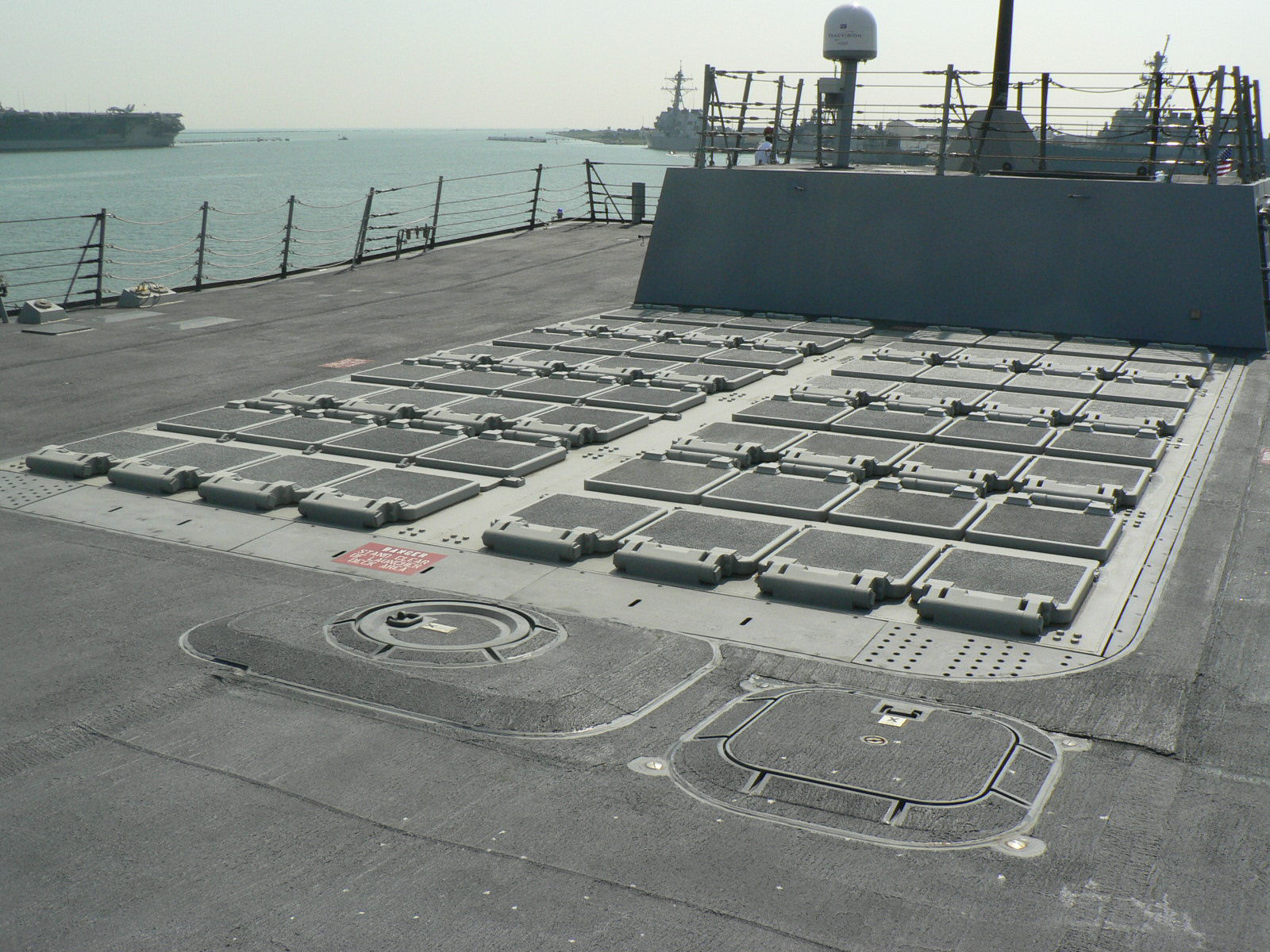
Mk 41発射機上面の垂直発射セルの蓋

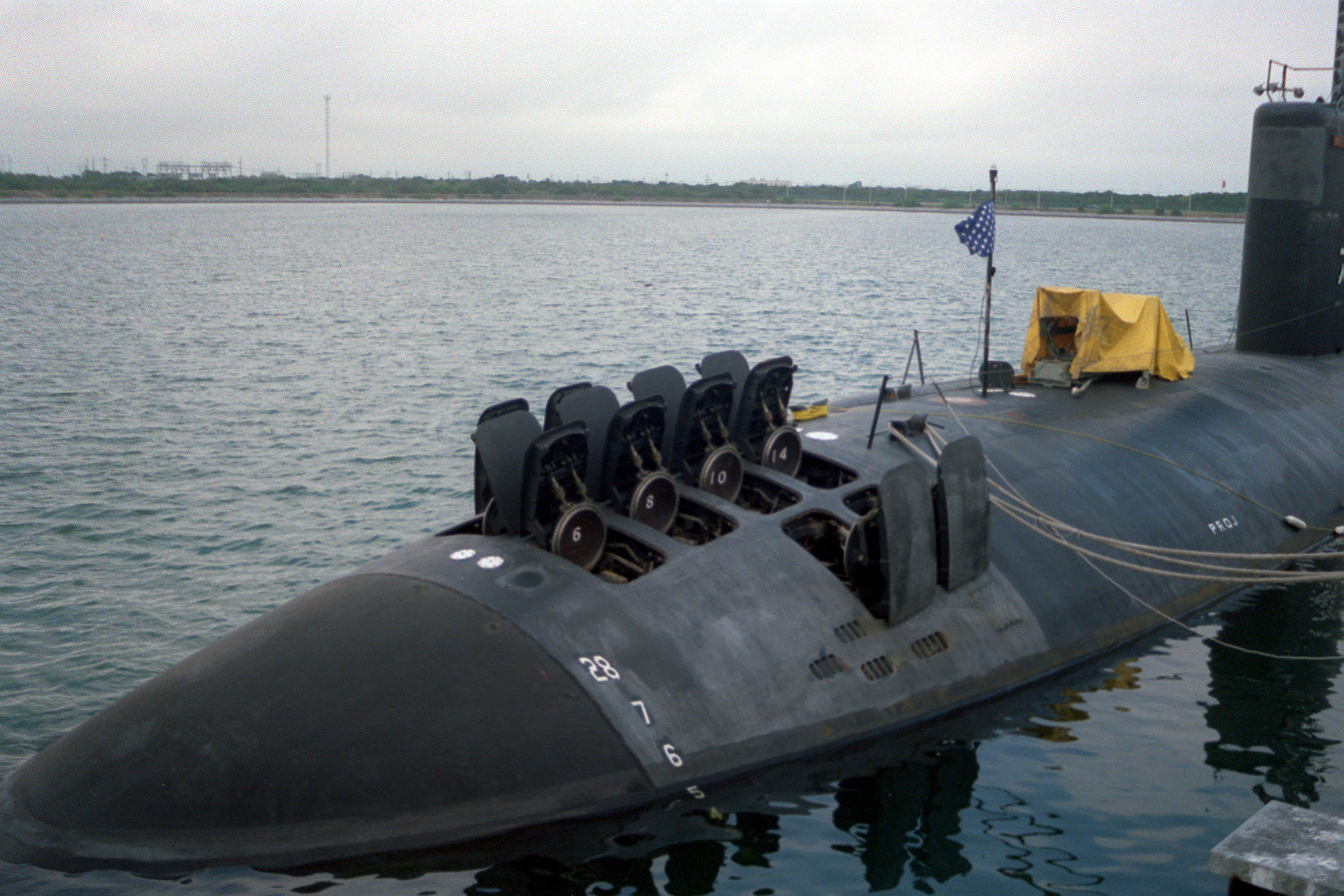
ロサンゼルス級搭載のMk 45、開口された状態

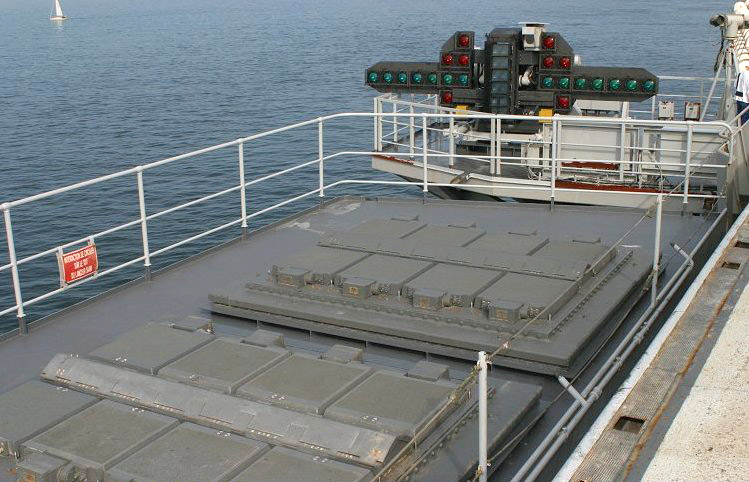
原子力空母「シャルル・ド・ゴール」のSYLVER（A-43）

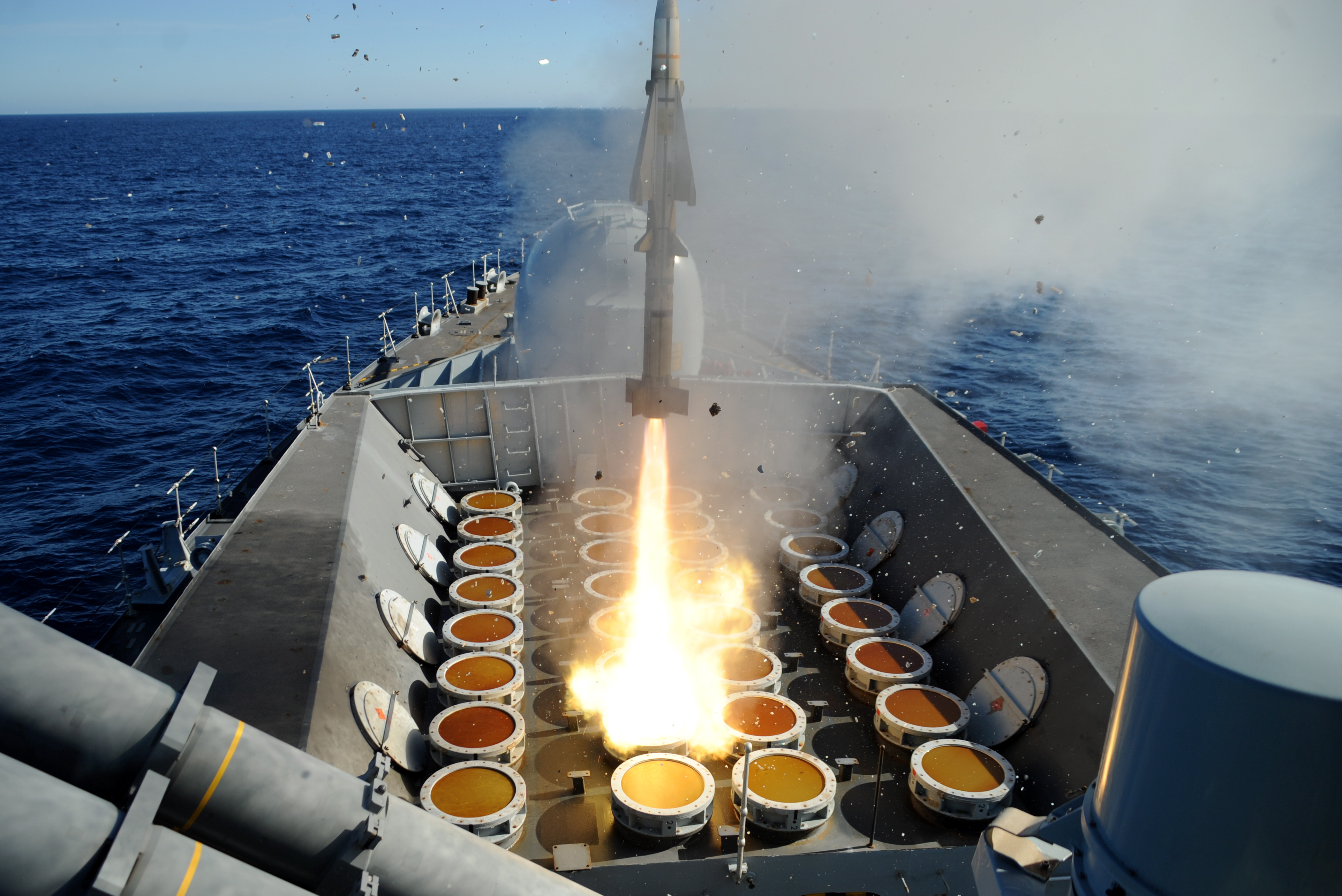
23型フリゲート搭載のVLS

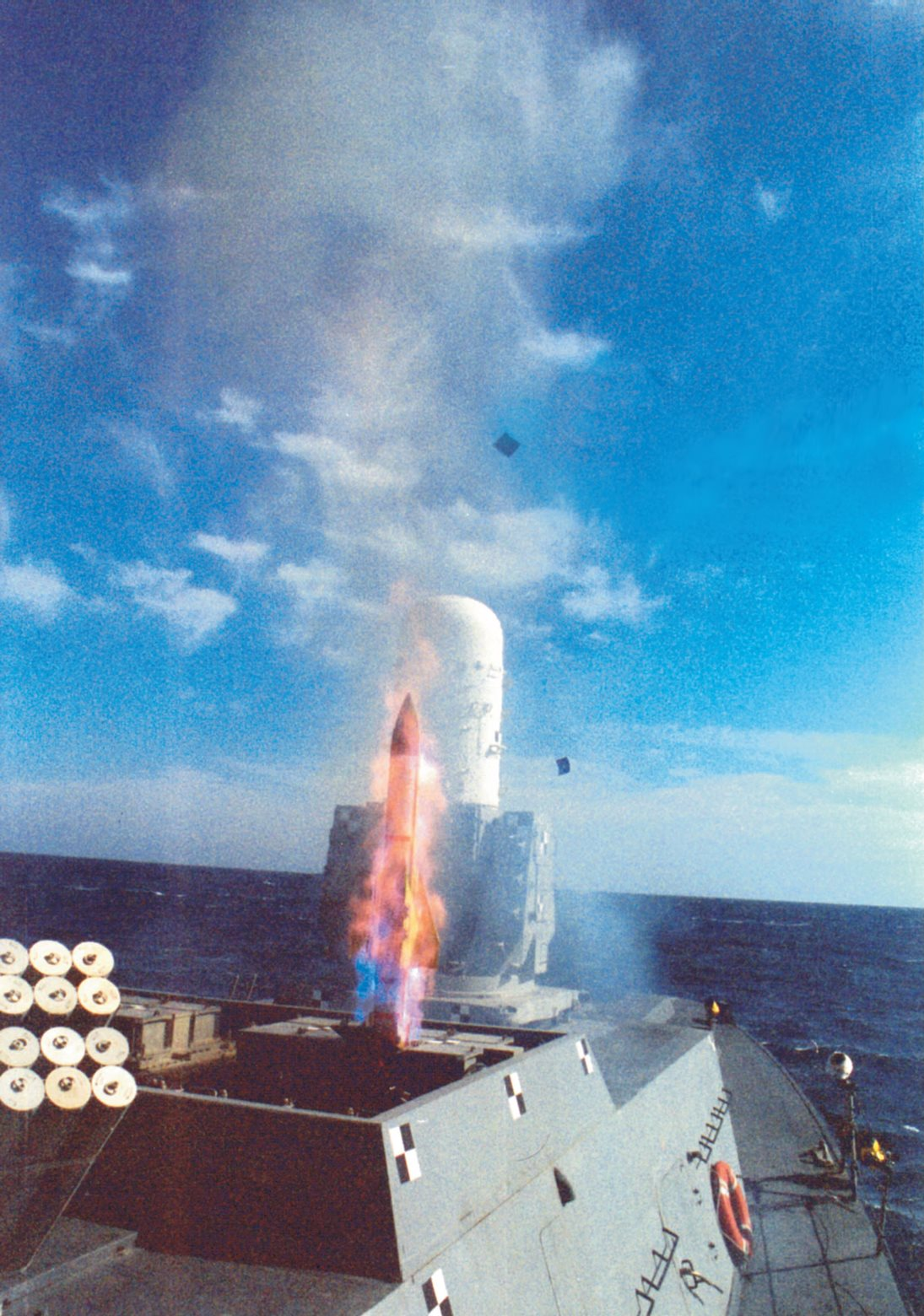
サール4.5型ミサイル艇搭載のVLSから発射されるバラク-I

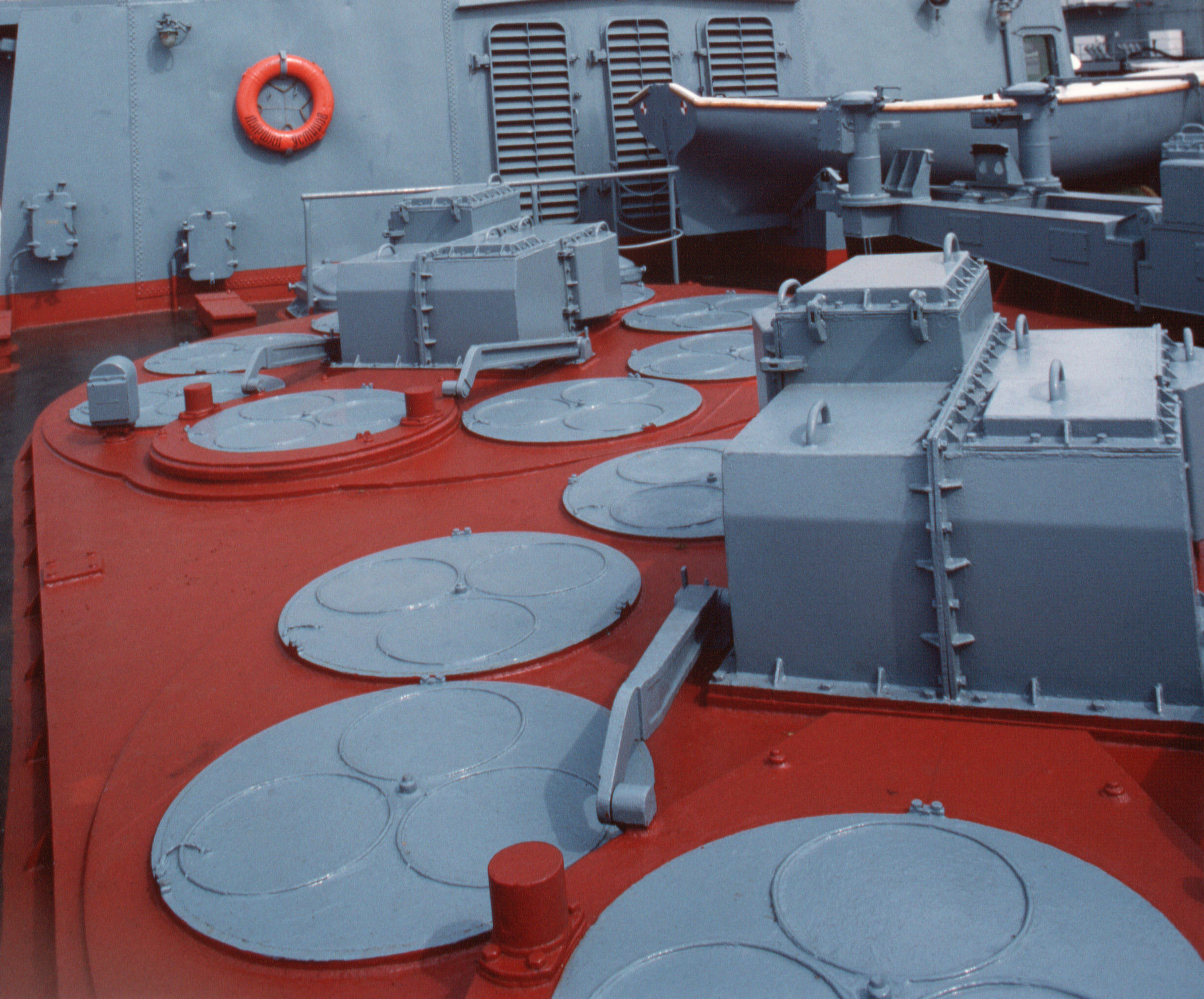
マールシャル・ウスチーノフのS-300F発射機

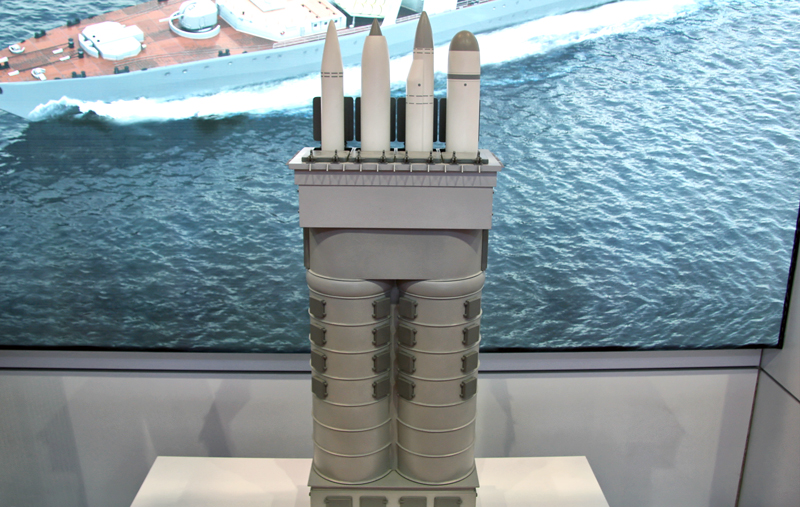
3S-14U

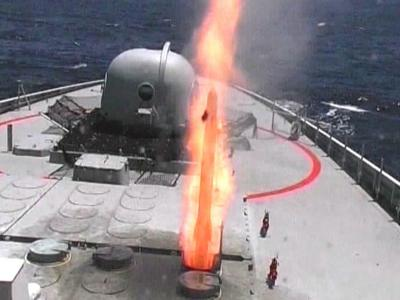
ヴァラー級フリゲートの専用VLSから発射されるウムコント

アメリカ合衆国
Mk 41
SM-2MR/ER、SM-3/6、垂直発射型アスロック、トマホーク、ESSM（発展型シースパローミサイル）など、さまざまな用途のミサイルを発射できる。1基8セルで構成され、1基、2基、4基、8基つなげて配置される。初期に生産されたものは、3セルを装填用クレーンスペースとして割り当てていた（8基の場合は61セル、4基の場合は29セル）。

Mk 48
シースパロー艦対空ミサイル用。ESSMも搭載可能。

Mk 57
新型VLSでPVLS（Peripheral Vertical Launch System）と呼ばれる。Mk 41同様様々な用途のミサイルを発射する事が可能。ズムウォルト級ミサイル駆逐艦に搭載されている。
Mk 45
潜水艦搭載型VLSでロサンゼルス級「プロビデンス」以降の艦とバージニア級に搭載されている。
巡航ミサイル潜水艦に改装されたオハイオ級には、24基の潜水艦発射弾道ミサイル発射筒のうち最大22基に、1基につき7基のトマホーク潜水艦発射巡航ミサイル用VLSが搭載されている。
 フランス
SYLVER
A-43、A-50、A-70の三種あり、数字が大きくなるほど搭載可能なミサイルは長くなる。A-43、A-50はアスターSAM用、A-70は対地巡航ミサイルSCALP Naval用。ホットローンチ方式を採用している。

 イギリス
防空ミサイル用VLS
当初はシーウルフ個艦防空ミサイル用に開発された。箱型ランチャーで運用されていたミサイル（GWS25）にブースターを追加し、VLS型（GWS26）とて運用されている。発射機はミサイル1発を格納した円筒形の個々のセルを8本組み合わせ、1基を構成している。後にシーウルフ後継のシーセプター（GWS35）を搭載できるように改装され、シーウルフ1発分のセルにシーセプター4発を収容することができるようになった。
 イスラエル
バラク用VLS
個艦防空ミサイル用バラク-Iは、当初よりVLSでの運用を前提に開発された。1基8セルで構成される。
艦隊防空用ミサイルとして開発されたバラク-8も専用のVLSかMk 41(予定)により運用される。
 ソビエト連邦 /  ロシア
B-203/B-204（S-300F フォールト用）
艦隊防空ミサイルシステム。8発1セット回転式のVLSで、コールドローンチ方式を採用している。NATOコードネームではSA-N-6 グラムブル（Grumble）と呼ばれた。
B-203A  (S-300FM フォールトM用)
艦隊防空ミサイルシステム。B-204を48N6の搭載に対応させたシステム。NATOコードネームではSA-N-20 ガーゴイル（Gargoyle）と呼ばれた。
3S95（3K95 キンジャール用）
個艦防空ミサイルシステム。発射方式はS-300Fと同様。NATOコードネームではSA-N-9 ゴーントリト（Gauntlet）と呼ばれた。このミサイルシステムの派生元となった陸上型9K330 トールシステムも、装軌車両から垂直にミサイルを発射する。
3S90E.1（3K37 ヨーシュ用）
艦隊防空ミサイルシステム。従来のロシア製VLSとは異なり箱型の発射機で1基12セルから構成される。当初、アドミラル・ゴルシコフ級フリゲートに3基36セル搭載予定とされていたが実現せず。アドミラル・グリゴロヴィチ級フリゲート用に採用、3基36セル搭載。
SM-233（P-700 グラニート用）
重長距離対艦ミサイル。NATOコードネームではSS-N-19 シップレック（Shipwreck）と呼ばれた。ミサイル弾体があまりに長大なため、搭載する大型のキーロフ級ミサイル巡洋艦やオスカー級原子力潜水艦の船体でも容易に収まりきらず、発射機を斜めにして高さを抑えている。
3S14 UKSK（P-800 オーニクス及び、クラブ用）
　従来、専用の垂直発射機を必要としていたオーニクス系列とクラブ系列双方のミサイルを搭載可能。3K37 ヨーシュ用と同様箱型の外観で、1基8セルから構成される。インド海軍向けタルワー級フリゲート、シヴァリク級フリゲートに搭載されており、ロシア本国においてもアドミラル・ゴルシコフ級フリゲートやステレグシュチイ級フリゲートに搭載されている。
3S97.2K（3K96 リドゥート用）
複数種の異なる対空ミサイルを搭載可能で、長距離から近距離まで対応できる。建造中のアドミラル・ゴルシコフ級フリゲートに、3S90E.1に替えて搭載予定。

3R-14V（P-800 オーニクス及び、クラブ用）
3S14の潜水艦用VLS。ヤーセン型原子力潜水艦が3連装発射機8基を搭載。　
 中国
H/AJK-03
長距離艦隊防空ミサイルHQ-9専用。ロシア製の様にそれぞれに円形の蓋があるセル6個を円形に配置して1基を構成しており、コールドローンチ方式を採用している。 蘭州級（052C）でのみ採用。
H/AJK-16
中距離艦隊防空ミサイルHQ-16とYu-8対潜ミサイルが運用可能な小型艦向けVLS。西側の様に個別に四角い蓋を持った箱型となり、8セルで1基が構成され、ホットローンチ式となっている。江凱II型（054A）で採用され、深圳（051B）や現代級(ソブレメンヌイ級)等の近代化で既存発射機から載せ替えて搭載されている。
GJB 5860-2006型
防空ミサイル以外にも、対艦ミサイルや対潜ミサイル、対地巡航ミサイルの運用にも対応した汎用発射型。054A型のVLSをさらに拡大したような外形で、4セルで1基を構成、ホットローンチとコールドローンチ両方の発射方式に対応している。昆明級（052D）で採用され、南昌級（055）にも搭載されている。将来のミサイルの大型に対応するため、1セルが幅33インチ、深さは9 mとアメリカ製のMk57（幅28インチ、深さ7.2 m）と比べても大型となっている。
潜水艦用VLS
SSBのSLBM用以外にも、SSNの095型には各種通常ミサイルを発射できるVLSが装備されている。
HT-1E
輸出モデル。汎用型でFM-3000N防空ミサイルのクアッドパックも使用可能であり、コールド・ホットローン両方に対応。
 南アフリカ共和国
ウムコント用VLS
個艦防空ミサイル。搭載するミサイルには赤外線誘導のウムコント-IRとレーダー誘導のウムコント-Rの2バージョンがある。8セルで1セットを構成する。
 韓国
K-VLS
韓国の国産ミサイル（防空ミサイルK-SAAM、対潜ミサイルK-ASROC、巡航ミサイル玄武3、対地ミサイル海竜等）用開発された汎用型VLS。外形・寸法はMk 41とほぼ同一で、8セルで1基を構成、ホットローンチ方式を採用しているが、互換性はないためSM-2等のアメリカ製ミサイルを使用するためには別途Mk 41の搭載が必要。李舜臣級（4番艦以降）で採用され、世宗大王級、大邱級で採用。
小型K-VLS
防空ミサイルK-SAAM専用にすることで、深さを短くして船内容量の少ない艦にも対応したモデル。4セルで1基を構成。独島級揚陸艦（2番艦）、南浦級機雷敷設艦、天王峰級揚陸艦等の補助艦艇で採用されている。
K-VLSII
将来のミサイル性能向上に対応するためにセルを大型化（約1.8倍）したモデル。建造中の世宗大王級バッチIIに採用されており、KDDXやFFXバッチⅣへの搭載も想定されている。
玄武-IV-4用VLS
SLBM用のコールドローンチ式。島山安昌浩級で採用され、バッチ1では6セル、バッチ2では10セル搭載される。
 台湾
華陽
NCSISTが開発した「華陽」VLSは、8セルで1基を構成、すでに試験艦「高雄」に搭載された海劍II型防空ミサイルと海弓Ⅲ型防空ミサイルの運用試験評価（Operational Test & Evaluation ,OT&E）に合格し、1セルあたり4発の海剣II型防空ミサイルを搭載することが可能で、康定級フリゲートで長年使用され、防空能力が劣るシーチャパラル防空ミサイルに取って代わるほか、新世代フリゲートや輕型巡防艦にも搭載される。
 インド
ブラモス用VLS
ロシアと共同開発された対艦ミサイル用。1基8セルから構成される。一部ラージプート級駆逐艦へ改装により搭載されたほか、今後新造艦への搭載が予定されている。
 北朝鮮
北極星（SLBM）用VLS
新浦級及び新浦C級潜水艦に搭載されている。スクラップとして入手してロシアのゴルフ型潜水艦よりリバースエンジニアリングされたと推測されている。